# Rubus wimmerianus
Rubus wimmerianus är en rosväxtart som först beskrevs av Henri L. Sudre, och fick sitt nu gällande namn av Spribille. Rubus wimmerianus ingår i släktet rubusar, och familjen rosväxter. Inga underarter finns listade i Catalogue of Life.